# Clara (film)
Clara è un film di fantascienza canadese-britannico del 2018 e il secondo lungometraggio diretto da Akash Sherman. Il film è interpretato dagli attori e coniugi Patrick J. Adams e Troian Bellisario nei ruoli dell'astrofisico Isaac e l'artista itinerante Clara, che iniziano a diventare intimi mentre cercano segni di vita intelligente nell'universo. Il film è fondato sui recenti progressi tecnologici e teorici e ha attirato l'attenzione degli astronomi. Il film ha ricevuto recensioni contrastanti da parte della critica e ha vinto un premio dall'Austin Film Festival .

## Temi
Victor Stiff riassume i temi principali di Clara, che sono "le grandi domande della vita": la natura dell'esistenza, il senso della vita e "il bisogno di connettersi con gli altri". Il film ci suggerisce di considerare l'infinito, "ma non prima di guardarci dentro".

## Genere
Sherman definisce il film un dramma di fantascienza ad "alto concetto". Non lo considera un romance, ma ha anticipato che sarebbe stato commercializzato in quel modo "perché i protagonisti sono sposati nella vita reale"; è una storia d'amore nella misura in cui c'è "un legame vincolante tra due personaggi" che sono "solo due persone che si legano per un po'". Jim Slotek non è d'accordo: "Nonostante le obiezioni di Sherman, Clara è una storia d'amore, anche se interrotta, un po' quello che otterresti incrociando il Contact di Carl Sagan con la Love Story di Erich Segal"

## Produzione

### Antefatti
All'età di 18 anni, Sherman ha partecipato al CineCoup Film Accelerator al Banff World Media Festival, dove ha vinto il secondo posto e ha attirato l'attenzione del produttore Ari Lantos. Lantos ha subito riconosciuto un "talento visionario che aveva bisogno di sostegno".
Sherman ha studiato per un anno alla scuola di cinema della Ryerson University, dove un giorno, a 19 anni, si è deciso a scrivere una storia, chiudendosi nel dormitorio per sette ore.

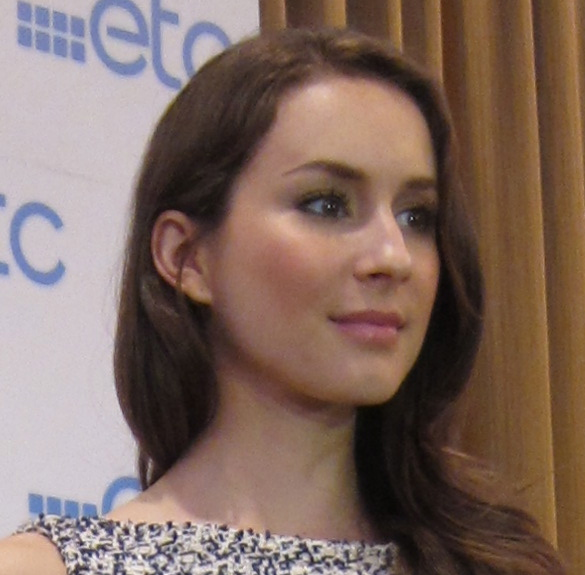
Troian Bellisario

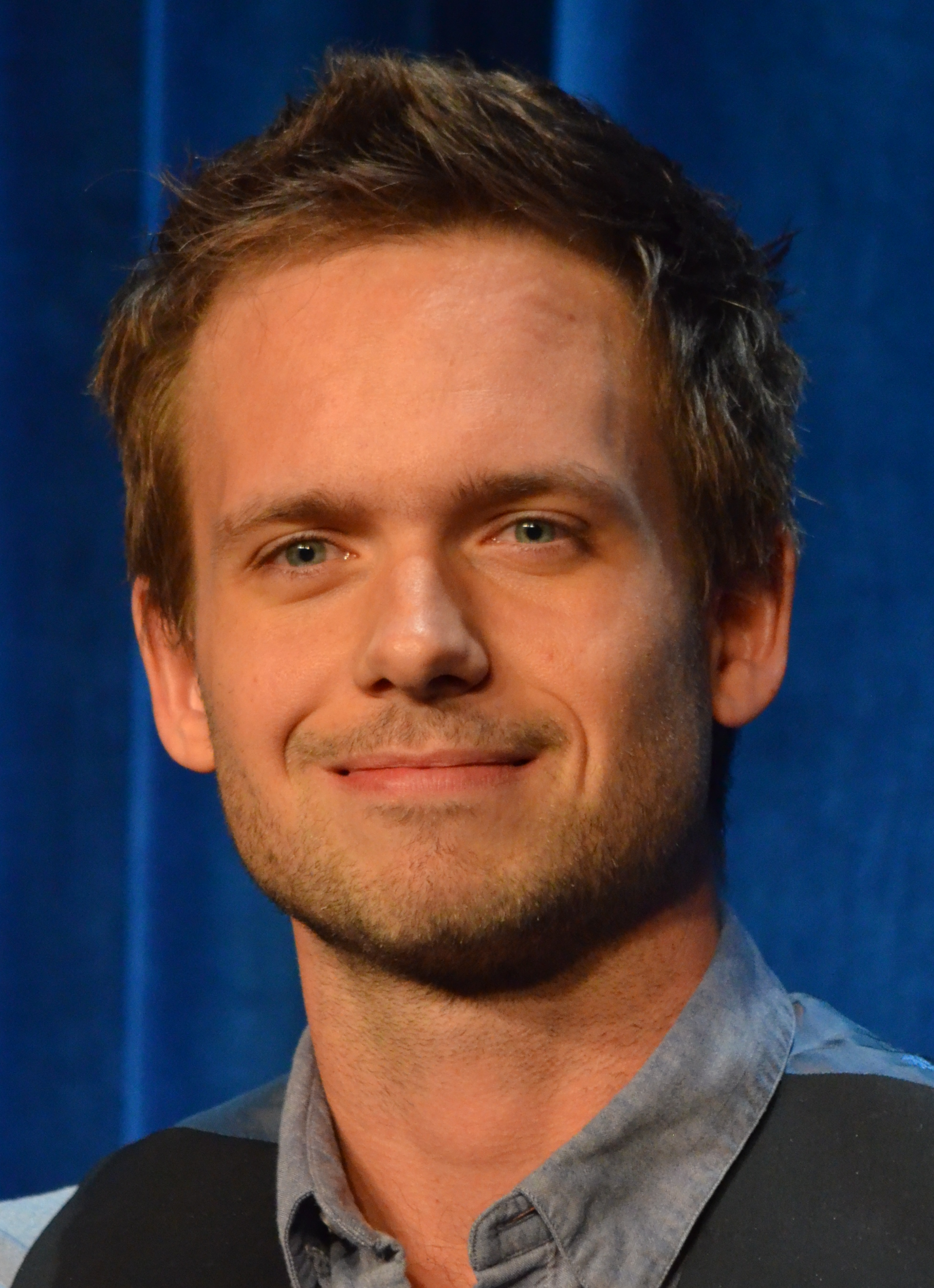
Patrick J. Adams

### Scrittura e sviluppo
Gli amici che Sherman ha conosciuto a Ryerson hanno lavorato con lui come su Clara. Insieme a James Ewasiuk che ha scritto insieme a lui The Rocket List, Sherman ha svolto quattro mesi di ricerche sul "telescopio Kepler, sui transiti e cose del genere".  Due anni dopo essersi incontrati a Banff, Sherman si è imbattuto in Lantos mentre presentava la bozza della sceneggiatura alla Serendipity Point Films, dalla quale ha ricevuto un option agreement per il giorno successivo.
Patrick Adams è stato coinvolto nel progetto fin dalle prime fasi, fornendo feedback a Sherman sulla sua sceneggiatura, in particolare sul personaggio, che il regista ha iniziato a rivedere seriamente. Troian Bellisario ha fornito "altrettanta profondità per il suo personaggio" e ha suggerito un finale diverso per il film, una nota che Sherman ha accettato: "Avevo in mente un finale diverso, che non voglio parlarne perché non è altrettanto buono". È stato Bellisario a proporre l'entanglement quantistico per una delle prime bozze.

### Finanziamento
Clara è stato prodotto da Serendipity Point in associazione con la londinese Distant Horizon con il supporto di Telefilm Canada, Ontario Media Development Corporation, CBC e TMN di Bell Media.

### Riprese
Le riprese si sono svolte a Toronto e nelle aree circostanti durante il mese di marzo 2017. I protagonisti Adams e Bellisario si sono sposati poco prima, e hanno trascorso gran parte della loro luna di miele lavorando al film.

#### Effetti visivi e accuratezza scientifica

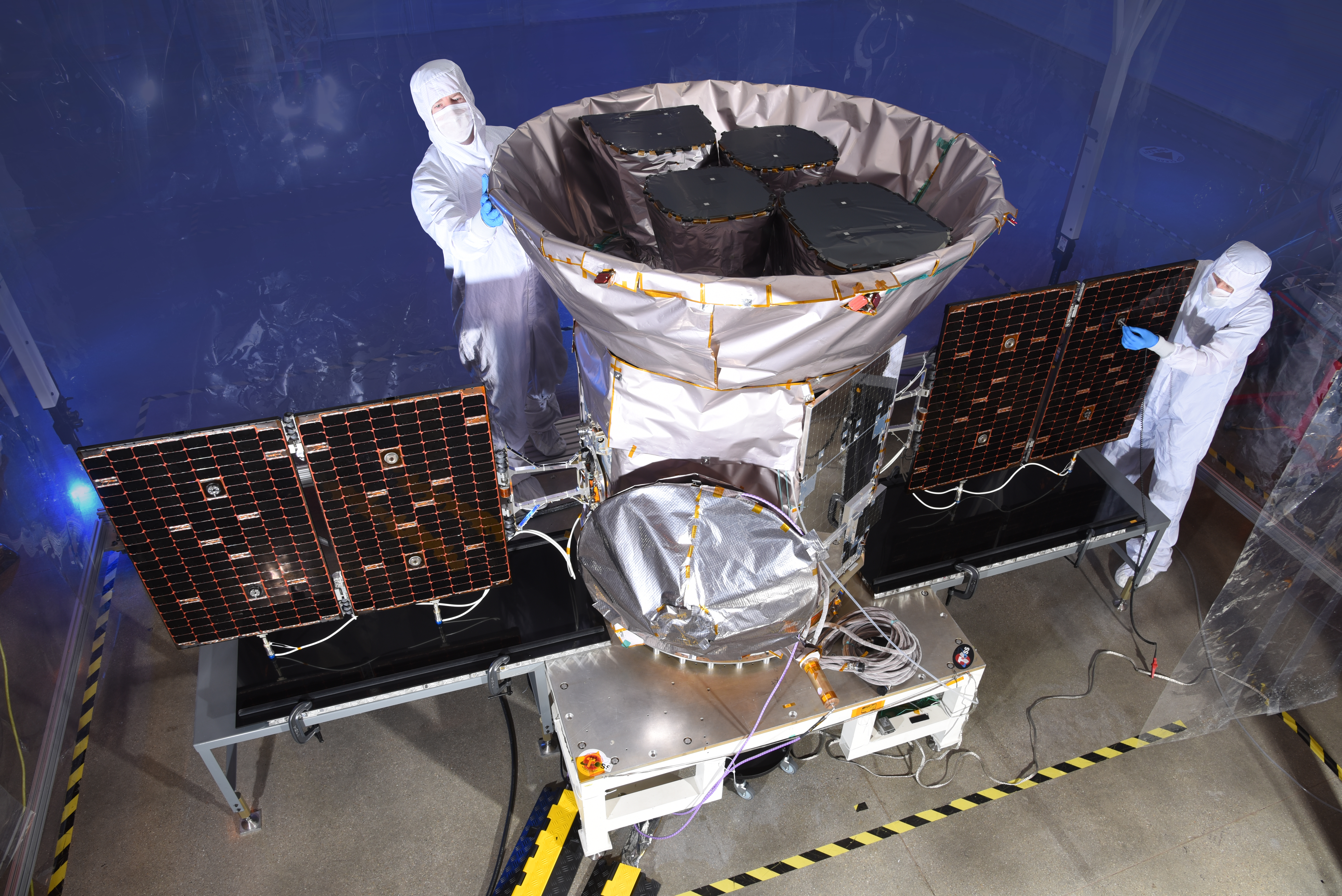
Il telescopio spaziale TESS prima del lancio ad aprile 2018

Il metodo di rilevamento e i telescopi specializzati raffigurati in Clara non sono di fantasia. Il telescopio spaziale TESS è un successore di Kepler che è stato utilizzato per scoprire oltre 4000 esopianeti nel decennio dal 2009. Sherman ha iniziato la sua carriera cinematografica come artista di effetti visivi e montatore cinematografico e le riprese VFX nel film sono state realizzate da lui piuttosto che dal suo direttore della fotografia. Sono state utilizzate immagini dal Solar Dynamics Observatory e dal telescopio spaziale Hubble: "Volevo davvero mostrare lo spazio in modo onesto e in un modo che fosse familiare alle persone che lavorano sul campo".

## Distribuzione
Clara è stato presentato in anteprima al Toronto International Film Festival 2018.

### Reazioni del mondo scientifico
Doug Welch ha commentato la sceneggiatura originale di Sherman perché "cattura la meraviglia di identificare altri pianeti e il potenziale anche per identificare la vita extraterrestre... era chiaro per me che Akash non era estraneo al campo". Il trailer del film, a causa sia degli effetti visivi "lussureggianti" e sia per la trama realistica, ha attirato molta attenzione sui social media da parte degli astronomi.